# Claudia Muzio
 (août 2022).
Claudia Muzio (née Claudina Emilia Maria Muzzio le 7 février 1889 à Pavie, et morte le 24 mai 1936 à Rome) était une soprano italienne, surnommée « La Duse de l'opéra ».

## Biographie

### Famille
Claudia Muzio était la fille illégitime de Carlo Alberto Muzzio, metteur en scène et de Giovanna Gavirati, choriste. Son père étant engagé au Metropolitan Opera (Met) à New-York, puis à Covent Garden, elle suit ses parents au Royaume-Uni à l'âge de deux ans. Elle grandit entre Tottenham et Londres, puis part vivre en Italie à l'âge de seize ans pour ses études. Elle étudie d'abord à Turin avec Annetta Casaloni, puis à Milan avec Elettra Callery-Viviani. Elle débute sur scène en 1910 à Arezzo, dans le rôle de Manon de Massenet et à Messine en Gilda de Rigoletto.

### Débuts
Après avoir chanté en province, elle débute à La Scala de Milan en 1913, en Desdemona, et l'année suivante au Royal Opera House de Londres en Tosca et Mimi (La Bohème), avec Enrico Caruso. Bien qu'elle revienne en Italie régulièrement, la majeure partie de sa carrière se déroulera dans les Amériques. Elle débute au Metropolitan Opera de New York en 1916, en Tosca, elle y demeure six saisons consécutives, et y créé le rôle de Giorgetta dans Il tabarro, en 1918. En 1922, alors que Maria Jeritza triomphe sur la scène new-yorkaise, elle débute à l'Opera de Chicago, et y reste attachée jusqu'en 1931.
Entre 1919 et 1934, elle se produit aussi fréquemment au San Francisco Opera (en particulier lors de l'inauguration du War Memorial Operahouse, avec Tosca), ainsi qu'à Buenos Aires (elle y rencontrera le jeune Aristote Onassis - alors vendeur de tabac), Montevideo, Rio de Janeiro, et Sao Paolo. Elle ne se produit plus au Metropolitan Opera entre 1922 et 1934, avant d'y faire son retour en Violetta et Santuzza.

### Répertoire
Claudia Muzio excelle dans le répertoire vériste, notamment Santuzza, Nedda, Manon, Mimi, Butterfly, Liu, Margherita, Maddalena, La Wally, mais n'en chanta pas moins les grands Verdi, les deux Leonoras (Il trovatore, La forza del destino), Aida, Desdemona, etc., elle aborde même les rôles titres de Norma et Turandot.

Surnommée en Italie « La Duse de l'opéra », Claudia Muzio était une interprète intense et passionnée, avec une palette de couleurs vocales presque infinie, on la comparait à la grande actrice italienne Eleonora Duse, d'où son surnom. Sa beauté sur scène et son impact étaient renforcés par sa grande taille (près d'1,80 mètre). Sa disparition prématurée, dans un hôtel de Rome, pour des causes discutées, n'a fait que renforcer sa légende.

## Sources
- David Hamilton, The Metropolitan Opera Encyclopedia, Simon & Schuster, 1987  (ISBN 0-6716-1732-X)
- Dan H. Marek, The Divine Claudia, Gate Keeper Press, 2021,  (ISBN 1662915527)